# 13775 Thébault
13775 Thébault è un asteroide della fascia principale. Scoperto nel 1998, presenta un'orbita caratterizzata da un semiasse maggiore pari a 2,6787427 UA e da un'eccentricità di 0,1586075, inclinata di 7,42187° rispetto all'eclittica.